# 1966 en sociologie
| Années de la sociologie : 1963 - 1964 - 1965 - 1966 - 1967 - 1968 - 1969    |
| Décennies de la sociologie : 1930 - 1940 - 1950 - 1960 - 1970 - 1980 - 1990 |

Cet article présente les événements de l'année 1966 dans le domaine de la sociologie. 

## Publications

### Livres
- Raymond Aron, Trois essais sur l'âge industriel
- Theodor W. Adorno, The Negative Dialect
- Theodor W. Adorno, Salmagundi
- Robert Ardrey, The Central Imperative
- Raymond Aron, Peace and War: A Theory of International Relations
- Peter L. Berger, Thomas Luckmann, The Social Construction of Reality
- James S. Coleman, Equality of Educational Opportunity
- Michel Foucault, The Order of Things
- Jacques Lacan, Ecrits
- R.D. Laing, Interpersonal Perception: A Theory and a Method of Research
- Oscar Lewis, La Vida
- Barrington Moore Jr., Social Origins of Dictatorship and Democracy
- Talcott Parsons, Societies: Evolutionary and Comparative Perspectives
- Karl Popper, Of Clouds and Clocks
- Bryan Wilson, Religion in a Secular Society

## Congrès
- VIe congrès de l'Association internationale de sociologie — Évian, France.

## Décès
- 14 avril : George A. Lundberg
- 6 octobre : Alexander Morris Carr-Saunders
- 27 décembre : Ernest Burgess

## Autres
- Wilbert E. Moore devient président de l'Association internationale de sociologie.